# Брімхем Мур
Брімхем Мур (англ. Brimham Moor) — скельні утвори балансуючих каменів у Північному Йоркширі в Англії. На площі близько 50 акрів є безліч монолітів і скель химерних форм. Під різними нахилами і кутами огляду в скельних утворах можна «побачити», наприклад, сфінкса, танцюючого ведмедя, верблюда, черепаху і багато іншого.
Найвідомішою пам'яткою Брімхем Мура є Скеля-ідол (англ. Rock Idol). Величезний 200-тонний валун 4,5 м заввишки, що балансує на невеликому конусоподібному утворенні. 
З середини XIX століття й до початку XX вважали, що Скеля-ідол та інші химерні утворення — справа рук друїдів, але пізніше дослідники дійшли висновку, що моноліти Брімхем Мур — справжнє природне диво. 18 тис. років роботи сонця, текучої води, вітру й морозів зробили з безформних скель і гірських утворень справжні природні скульптури.

## Туризм
Це чудове місце для прогулянки і відпочинку всією сім'єю. Тисячі туристів і мандрівників відвідують Брімхем Мур цілий рік. Влітку кам'яний парк потопає в соковитій зелені, а взимку він прибирається в білосніжні шапки, що надає місцевим «велетням» ще більшого шарму. Брімхем Мур відкритий з 8 ранку і до вечора. Вхід на територію кам'яного парку безкоштовний, однак автостоянка платна — 5 £.